# Marmor-Zitterrochen
Der Marmor-Zitterrochen (Torpedo marmorata) ist eine Rochenart aus der Familie der Zitterrochen. Andere im deutschsprachigen Raum verwendete Bezeichnungen sind Marmorierter Zitterrochen, Marmorierter Torpedorochen oder nur Zitterrochen, wobei Letzteres zu Verwechslungen mit anderen Arten der Familie Torpedinidae führen kann.

## Eigenschaften
Bekannt ist die Art für die Fähigkeit, elektrische Entladungen zu produzieren, um Beutetiere wie kleine Fische oder Krustentiere zu betäuben. Marmor-Zitterrochen sind nachtaktive Jäger, die sich tagsüber oft im Sand des Meeresbodens eingraben, so dass nur die Augen und das Atemloch unbedeckt bleiben. Meistens halten sie sich in der Nähe von Riffen oder im Brackwasser in Tiefenregionen von nahe an der Oberfläche bis in 370 m Tiefe auf. Die größten Exemplare werden bis zu einem Meter lang und drei Kilogramm schwer.

## Verbreitung
Marmor-Zitterrochen kommen beispielsweise im östlichen Atlantik bei Nord-Großbritannien, am Kap der guten Hoffnung (Südafrika) sowie im Mittelmeer vor.